# زنجیره انتقال الکترون

زنجیره انتقال الکترون میتوکندری

زنجیره انتقال الکترون مجموعه‌ای است از پروتئین‌های پیچیده که انرژی ذخیره شدهٔ ناقلین الکترونی حاصل از واکنش‌های اکسیداسیون و احیای یاخته را برای تشکیل ATP و سایر مولکول‌های پرانرژی مصرف می‌کنند. این مجموعهٔ پروتئینی در غشای داخلی میتوکندری، غشای تیلاکوییدی کلروپلاست و غشای پلاسمایی پروکاریوت‌ها دیده می‌شود.کلروپلاست موجود در گیاهان دارای دو لایه غشا بوده که لایه ی داخلی تشکیل اجزایی به نام تیلاکویید میدهد.در غشا تیلاکویدها دو سری مجموعه پروتئینی وجود دارد به نام فتوسیستم۱وفتوسیستم۲ که نور ابتدا توسط فتوسیستم ۲ جذب میشود.علت نامگذاری آنها مربوط به زمان کشف است نه شروع فعالیت.